# Hemming Halfdansson
Hemming Halfdansson (overleden 837) was "van het Deense ras, een zeer christelijk leider". Hij was waarschijnlijk een zoon van Halfdan (782-807), een vooraanstaande Deen die in 807 een vazal van Karel de Grote werd. Hij was waarschijnlijk familie van de Deense koninklijke familie, aangezien "Hemming" een van hun meest gebruikte namen was. Het onomastische bewijs omvat de Deense koning Hemming I (regeerde 810–12) en vervolgens een Hemming II, die na de dood van Hemming I uit Francia naar Denemarken werd teruggeroepen door zijn broers Harald Klak en Reginfrid. Deze Hemming was waarschijnlijk dezelfde persoon als Hemming Halfdansson. Waarschijnlijk keerde hij spoedig terug naar Francia, aangezien er geen bewijs van hem is in de Deense politiek nadat hij en zijn broers in 813 door de zonen van Godfrid waren verbannen.
Het is waarschijnlijk dat Hemming door de Franken werd ontvangen en Walcheren, een eiland in Frisia, als beneficie kreeg. Het zou eerder in bezit van zijn vader zijn geweest, het is in ieder geval zeker in 841 toegekend aan de Denen Harald en Rorik. Hemming stierf samen met zijn Frankische graaf, Eccihard, tijdens een Vikingaanval in 837. Waarschijnlijk waren zowel Eccihard als Hemming verantwoordelijk voor de verdediging van Frisia tegen de Vikingen, zoals een capitularia van 821 verwijst naar "de graven die verantwoordelijk zijn voor de kustverdediging". Als dat zo is, lijkt Hemming de meerdere te zijn geweest, aangezien Thegan van Trier in zijn Gesta Hludowici imperatoris, een verslag van het bewind van Lodewijk de Vrome, hem als eerste noemt bij het opnemen van de doden, gevolgd door "een andere leider, Eccihard, en velen van edelen van de keizer". Aan de andere kant kan Hemming een hoveling zijn geweest die door de keizer was gestuurd om de plaatselijke leider, Eccihard, te helpen.